# HD 29399
HD 29399 é uma provável estrela binária na constelação de Reticulum. Com uma magnitude aparente visual de 5,78, é visível a olho nu em excelentes condições de visualização. De acordo com sua paralaxe medida pela sonda Gaia, está a uma distância de aproximadamente 144 anos-luz (44 parsecs) da Terra.
Esta estrela é uma gigante de classe K com tipo espectral de K1III. Sua companheira tem uma magnitude de 9,2 a está a uma separação de 31,9 segundos de arco. Em 2022, foi descoberto um planeta gigante gasoso orbitando a estrela primária, detectado pelo método da velocidade radial.

## Sistema estelar
HD 29399 é uma gigante de classe K com tipo espectral de K1III, o que significa que é uma estrela evoluída que já esgotou todo hidrogênio em seu núcleo e abandonou a sequência principal. Suas propriedades foram determinadas com precisão a partir de um modelo de asterosismologia, criado com base em dados fotométricos precisos da sonda TESS, que observou a estrela por quase um ano contínuo durante sua missão primária. HD 29399 tem uma massa de 1,17 vezes a massa solar, um raio de 4,47 vezes o raio solar, e uma idade de aproximadamente 6,2 bilhões de anos. Está irradiando energia de sua atmosfera externa com aproximadamente 10 vezes a luminosidade solar, a uma temperatura efetiva de 4 850 K. Sua metalicidade, a abundância de elementos além de hidrogênio e hélio, é um pouco superior à do Sol, com uma abundância de ferro 40% maior que a solar.
HD 29399 pode formar um sistema binário com uma estrela de magnitude 9,2 a uma separação angular de 31,9 segundos de arco. Os dados astrométricos da sonda Gaia confirmaram que essa estrela está aproximadamente à mesma distância de HD 29399, e possui um movimento pelo espaço similar. Essa estrela tem uma massa estimada de 79% da massa solar, uma luminosidade de 35% da solar e uma temperatura efetiva de 4 900 K.

## Sistema planetário
Esta estrela foi incluída no projeto Pan-Pacific Planet Search, que usou o Telescópio Anglo-Australiano para descobrir planetas extrassolares ao redor de estrelas gigantes no hemisfério sul. Um estudo de 2017, analisando os dados de HD 29399 obtidos nesse projeto, descobriu um sinal periódico significativo de 765 dias na velocidade radial da estrela, que poderia ser causado por um planeta em órbita. Entretanto, os autores desse estudo atribuíram o sinal a um ciclo de atividade magnética na estrela, citando uma aparente periodicidade na curva de luz da estrela e uma possível correlação entre a velocidade radial e a largura equivalente da linha Hα (um indicador espectral de atividade estelar). Em 2022, um estudo utilizando observações adicionais pelo espectrógrafo CORALIE, no Telescópio Leonhard Euler confirmou a existência de um sinal de aproximadamente 900 dias na velocidade radial da estrela, e não encontrou evidências de ele ser causado por atividade estelar, concluindo que um planeta é a explicação mais provável.
O planeta, denominado HD 29399 b, é um gigante gasoso com uma massa mínima de 1,6 vezes a massa de Júpiter. Como o método da velocidade radial usado para sua descoberta mede apenas o movimento da estrela na direção da linha de visão da Terra, a inclinação da órbita no plano do céu é desconhecida, portanto a massa verdadeira do planeta não pode ser determinada. O planeta está a uma distância média de 1,91 UA de HD 29399, longe o suficiente para sua órbita não ser afetada por forças de maré da estrela em nenhum ponto de sua evolução. Sua órbita possui uma excentricidade baixa e um período de 893 dias.
A solução orbital do sistema HD 29399 inclui uma tendência linear, indicando a presença de um objeto adicional no sistema. Os dados atuais são consistentes com a existência de um segundo planeta gigante com período da ordem de décadas, mas não é possível concluir nada sobre esse suposto objeto ainda.
| Planeta | Massa            | Semieixo maior (UA) | Período orbital (dias) | Excentricidade |
| ------- | ---------------- | ------------------- | ---------------------- | -------------- |
| b       | > 1,57 ± 0,11 MJ | 1,913 ± 0,008       | 892,7 ± 5,9            | 0,05 ± 0,05    |